# Anita Gulli
Anita Gulli (* 26. Juni 1998 in Turin, Piemont) ist eine italienische Skirennläuferin. Sie ist auf die technischen Disziplinen Slalom und Riesenslalom spezialisiert.

## Biografie
Die im Skigebiet von Bardonecchia groß gewordene Anita Gulli bestritt im Alter von 17 Jahren in Courmayeur ihre ersten beiden FIS-Rennen. Im Februar 2017 gab sie in Bad Wiessee ihr Europacup-Debüt, trat jedoch weiterhin hauptsächlich bei Jugend- und FIS-Rennen an. Am Ende jenes Winters gewann sie einen italienischen Jugendmeistertitel im Slalom. Nachdem sie in Obdach ihre ersten Europacup-Punkte geholt hatte, nahm sie im Februar 2019 an den Juniorenweltmeisterschaften im Fassatal teil und erreichte Rang 29.
Am 5. Januar 2019 gab Gulli im Slalom von Zagreb ihr Weltcup-Debüt. Zwei Jahre später konnte sie sich als 28. im Nachtslalom von Flachau erstmals in den Punkterängen klassieren. Damit qualifizierte sie sich für die Heimweltmeisterschaften in Cortina d’Ampezzo, wo sie in ihrer Paradedisziplin Rang 26 belegte. Bei den Olympischen Spielen von Peking fuhr sie auf Platz 29 und war damit beste Italienerin. Während der Weltcupsaison 2022/23 fuhr Gulli in Slalomrennen regelmäßig in die Punkteränge, wobei der 14. Platz in Špindlerův Mlýn am 28. Januar 2023 ihr bestes Ergebnis war.
Gulli studiert Physik an der Universität Turin.

## Erfolge

### Olympische Spiele
- Peking 2022: 29. Slalom

### Weltmeisterschaften
- Cortina d’Ampezzo 2021: 26. Slalom
- Méribel 2023: 35. Slalom

### Weltcup
- 2 Platzierungen unter den besten 15

### Weltcupwertungen
| Saison  | Gesamt | Gesamt | Slalom | Slalom |
| Saison  | Platz  | Punkte | Platz  | Punkte |
| ------- | ------ | ------ | ------ | ------ |
| 2020/21 | 120.   | 3      | 53.    | 3      |
| 2021/22 | 115.   | 8      | 49.    | 8      |
| 2022/23 | 83.    | 42     | 35.    | 42     |

### Juniorenweltmeisterschaften
- Fassatal 2019: 29. Slalom

### Weitere Erfolge
- 1 Podestplatz im Europacup
- Sieg bei den lettischen Meisterschaften im Slalom 2022
- 1 italienischer Jugendmeistertitel (Slalom 2017)
- 7 Siege in FIS-Rennen